# La statua
La statua (The Statue) è un film italo-britannico del 1971 diretto da Rod Amateau.